# Du, du liegst mir im Herzen
Du, du liegst mir im Herzen (en español, Tú, tú estás en mi corazón) es una canción popular alemana, que se originó antes de 1821 y se usó en muchas películas. 

## Historia

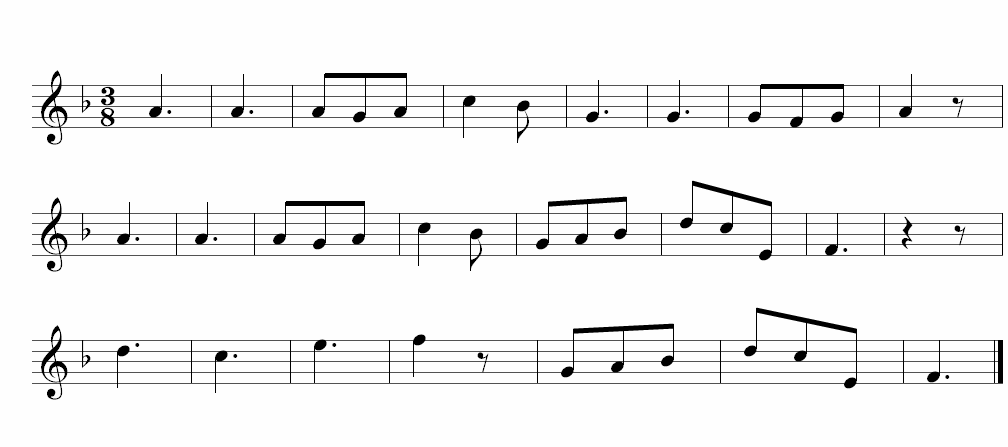
La melodía de Du, du liegst mir im Herzen

Durante el siglo XIX, la canción se tradujo a varios idiomas, incluido el holandés (Gij, gij, ligt mij aan 't harte) y el inglés (Here, here deep in my bosom o Thou, thou liv'st in this true heart en Inglaterra, Am I not fondly thine own o Thou, thou reign'st in this bosom en los Estados Unidos ). Se desconoce el origen del texto y la melodía. La versión impresa más antigua conocida apareció sin una indicación de autoría en 1821 en Berlín como parte de una obra de Christoph Friedrich Bretzner. La canción fue especialmente popular en Württemberg, Baviera y Tirol.
En  We two: Victoria and Albert: rulers, partners, rivals de Gillian Gill, la autora nos cuenta que en una carta datada en 1853, el Príncipe consorte concluye la carta a su esposa con la primera estrofa de esta canción: "Du, du liegst in me Herzen/ du, du liegst mir im Sinn/ Du, du machst mir viel Schmerzen/ Weisst nicht wie gut ich dir bin (p.281)."

## Usos en películas
Du, du liegst mir im Herzen fue interpretado en flauta en Lifeboatde Alfred Hitchcock (1943) por Canada Lee y cantado por Walter Slezak. En la película de Stanley Kramer Judgment at Nuremberg (1961) se interpreta una versión de Ernest Gold. En los años 1920, 1930 y 1940, la canción fue utilizada en muchas otras películas, incluyendo Flesh (1932) de John Ford, El arca de Noé (1928) de Michael Curtiz (cantada por Louise Fazenda ), Cuatro hijos (1940)  y en mi corazón (1933) por Archie Mayo (interpretado y cantado por Otto Kruger) y Bajo sospecha (1943) de Richard Thorpe (cantada por Joan Crawford y Fred MacMurray). Una grabación de la canción de Marlene Dietrich fue parte del documental Marlene Dietrich: Her Own Song (2001). En la adaptación de la novela Fleisch ist mein Gemüse (2008), la melodía se utiliza como un motivo recurrente en relación con la madre de la protagonista. En la película Top Secret!, de Abrahams y Zucker, la canción es cantada por un caballo tenso frente a un carro de la granja.

## Publicaciones sobre fonogramas (selección)
- Marlene Dietrich: Du, du liegst mir im Herzen, (1951 und Live 1954)
- The Beat Brothers: Du, du liegst mir im Herzen – 7" Single, Polydor 52 916 (D) 1964
- Ballhausorchester Kurt Beyer: Du, Du Liegst Mir Im Herzen (Potpourri), 1973, AMIGA – 4 55 945, LP
- Vicky Leandros: Du, Du Liegst Mir Im Herzen, 1977, Philips – 6303 176, LP
- Schmitti: Du, Du Liegst Mir Im Herzen, MK Records 2008, MP3-Download

## Letra
Du, du liegst mir im Herzen

du, du liegst mir im Sinn.

Du, du machst mir viel Schmerzen,

weißt nicht wie gut ich dir bin.

Ja, ja, ja, ja, weißt nicht wie gut ich dir bin.

So, so wie ich dich liebe

so, so liebe auch mich.

Die, die zärtlichsten Triebe

fühle ich ewig für dich.

Ja, ja, ja, ja, fühle ich ewig für dich.

Doch, doch darf ich dir trauen

dir, dir mit leichtem Sinn?

Du, du kannst auf mich bauen

weißt ja wie gut ich dir bin!

Ja, ja, ja, ja, weißt ja wie gut ich dir bin!

Und, und wenn in der Ferne,

mir, mir dein Bild erscheint,

dann, dann wünscht ich so gerne

daß uns die Liebe vereint.

Ja, ja, ja, ja, daß uns die Liebe vereint.